# Île Limba
L'île Limba (ukrainien : Остив Лімба, roumain : Insula Limba - limba signifie « langue » en roumain) est une île des bouches du Danube située à l'embouchure du bras de Chilia, sur la rive droite (ouest) de celui-ci et la rive gauche (est) du chenal secondaire de Musura ; son évolution géomorphologique (alluvionnement au sud, dans le golfe de Musura) affecte le tracé de la frontière entre la Roumanie et l'Ukraine près du port de Sulina. Soviétique en 1948, l'île Limba appartient à l'Ukraine depuis 1991.

## Géographie

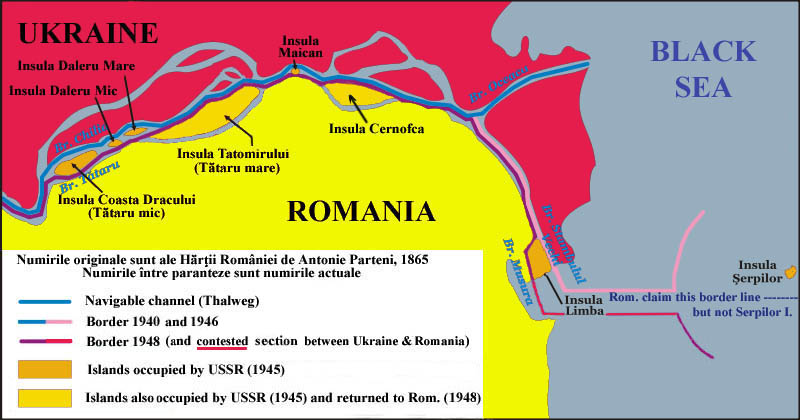
Les îles et la frontière (violette) anciennement en litige entre la Roumanie et l'Ukraine : l'île Limba est située à l'embouchure du bras de Chilia.

Géomorphologiquement parlant, l'île Limba est très récente : elle s'est formée dans la première moitié du XXe siècle, faisant alors partie de la Roumanie. Mais sur la Carte des Principautés Unies de Roumanie (Iași, 1865) du P. George Filipescu-Dubău et Anton Parteni-Antonin, le nom Ins. Limba apparaît pour une portion d'alluvions qui correspond aujourd'hui à la partie nord de la zone de Babina au sud-est de Periprava et au nord du canal Drumul Drâmbei.
L'île Limba est en réalité composée de plusieurs îles et îlots subsidiaires coalescents, situés entre le bras de Musura et le bras de Chilia. L'île Limba proprement dite est notamment séparée de la nouvelle île Kuril'skie en formation au sud-est, par le chenal de Lebedynka (« des cygnes ») aboutissant à l'anse de Limba sud-est. Des abris pour garde-frontière ont été construits sur des îlots de la rive droite du chenal Lebedynka (45° 13′ 16″ N, 29° 41′ 12″ E).

## Historique
Après l'occupation soviétique de la Bessarabie et de la Bucovine du Nord le 28 juin 1940, l'armée soviétique occupa également la région d'Hertsa et plus tard également 6 îles au sud du talweg du bras de Chilia, dont Limba. Afin de pousser les Roumains à céder ces îles situées au sud du talweg et donc du chenal navigable de Chilia, le sous-commissaire du Commissariat aux Affaires étrangères de l'Union soviétique, Vladimir Dekanozov, fit savoir, le 17 août 1940, à l'ambassadeur de Roumanie à Moscou, Grigore Gafencu (ro), que l'État soviétique voulait une réunion d'une commission mixte à Moscou. La délégation roumaine conduite par le général Constantin Sănătescu avait pour instruction de négocier le tracé de la frontière ; la carte soviétique accompagnant l'ultimatum du 26 juin 1940 traçait celle-ci sur la rive droite, roumaine, du bras de Chilia.
Les pourparlers roumano-soviétiques ont eu lieu entre le 6 septembre et le 24 octobre 1940 et se sont avérés très difficiles, car la partie soviétique a contesté la frontière roumano-russe entre 1878 et 1918 à l'embouchure du Danube, sur le talweg du bras de Chilia. Le chef de la délégation soviétique, le général Matveï Malanine, a déclaré que la Roumanie, contrôlant deux bras du Danube : Sulina et Saint Georges et pouvant pleinement assurer sa navigation sur ces deux bras ne devrait pas conserver le bras de Chilia, qui reviendrait à l'URSS d'une rive à l'autre.
La délégation roumaine contesta ce point de vue, acceptant de céder la moitié du bras de Chilia jusqu'au talweg, comme en 1878. Dans la nuit du 25 au 26 octobre 1940, à 1 heure, quatre moniteurs soviétiques débarquent des troupes sur les îles de Daleru Mare et de Salangic. Une courte bataille s'ensuivit, au cours de laquelle 6 garde-frontière roumains sont tués, les troupes roumaines étant forcées d'abandonner les îles, étant en infériorité numérique par rapport aux Soviétiques. Le 26 octobre, les troupes soviétiques occupent les îles de Tătaru Mare, Daleru Mic et Maican, et le 5 novembre, elles occupent l'île Limba dans le golfe de Musura. La délégation soviétique mit la Roumanie devant le fait accompli, occupant de force six îles sur le bras de Chilia, totalisant 23,75 km2. Ainsi, le bras de Chilia devenait soviétique, la ligne frontière étant déplacée unilatéralement au contact de la rive roumaine et sur le bras de Musura. Le ministère roumain des Affaires étrangères protesta à Moscou contre ce coup de force. Le sous-commissaire aux Affaires étrangères de l'URSS Andreï Vychinski déclara que ces îles « n'ont aucune valeur pour la Roumanie, mais sont très importantes pour l'URSS » et que « la Roumanie ne devrait pas s'obstiner dans une position que le gouvernement soviétique ne peut accepter ». C'est en fait l'URSS qui s'« obstina » sur sa position jusqu'en janvier 1941 lorsque les Soviétiques présentent un ultimatum demandant à la Roumanie de leur céder tout le delta du Danube. L'URSS tente de s'emparer du port de Galați qu'un mouilleur de mines soviétique bloque, mais cette fois la marine fluviale roumaine réplique, tuant 26 soviétiques et perdant elle-même 85 marins. Sur un rappel à l'ordre de leur allié allemand, les soviétiques retirent leur ultimatum et s'en tiennent à la frontière tracée en octobre 1940.

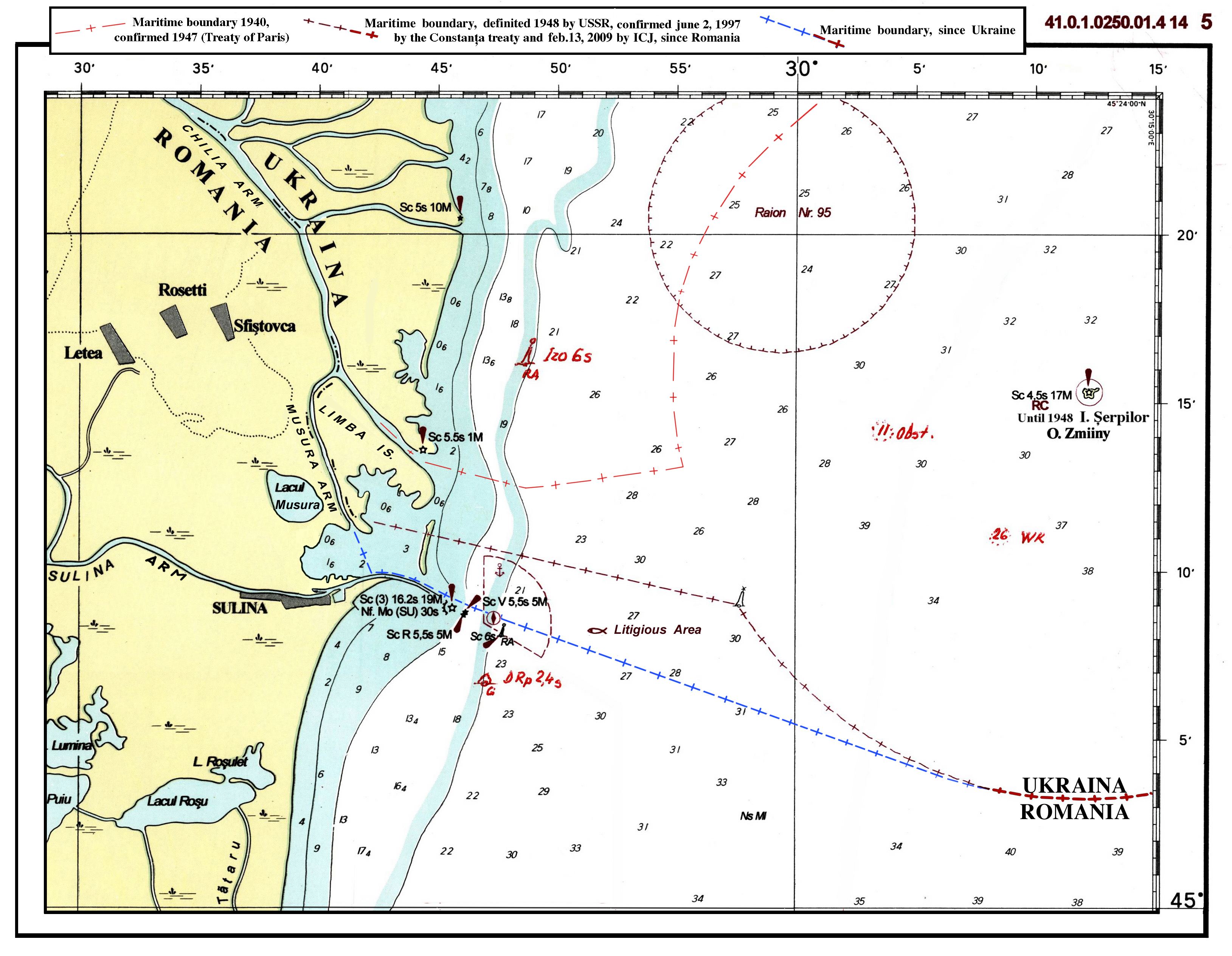
La frontière maritime près de l'île Limba : l'Ukraine a placé des balises frontalières de facto le long du brise-lames nord du bras de Sulina, tandis que la frontière est de jure (selon les traités du 2 juin 1997 et du 17 juin 2003) un peu plus au nord.

Après le déclenchement de la guerre anti-soviétique, le 21 juillet 1941, des unités militaires roumaines de la 10e division d'infanterie traversent le Danube, reprennent les villes d'Izmaïl, Chilia Nouă et Vâlcovu ; en cinq jours des Soviétiques évacuent toute la Bessarabie méridionale. Lors du retournement du front roumain (1944), les gardes-frontières soviétiques réoccupent sans combat toutes les îles au sud de la voie navigable principale du bras de Chilia, la Roumanie état devenue un pays allié. Peu après, le 6 mars 1945, elle devient un pays communiste qui n'a rien à refuser à l'URSS.
Le 4 février 1948, le Premier ministre de la République populaire roumaine, Petru Groza, et le ministre des Affaires étrangères de l'URSS, Viatcheslav Molotov, ont signé à Moscou le « Protocole concernant la détermination du tracé de la frontière d'État entre la Roumanie et l'URSS », qui, bien qu'invoquant le traité de paix de Paris de 1947, le transgressait en déplaçant la frontière, sur environ un tiers de la longueur du bras de Chilia, au sud du talweg navigable de ce bras, « laissant les îles de Coasta Dracului (Tătarul mic), Daleru Mic et Mare, Maican et Limba à l'URSS, et les îles Tataru Mare, Cernofca et Babina à la Roumanie ; l'île des Serpents, située en mer Noire, à l'est des bouches du Danube, est intégrée à l'URSS », la frontière traversant le golfe de Musura vers la mer Noire à l'est. En revanche, les îles de Tatomir (Tătarul mare ou Tatanir) et Cernofca, également occupées par l'URSS en 1944, sont rendues à la Roumanie, les gardes-frontières soviétiques s'en retirant.
Ce tracé n'a jamais été ratifié, ni par l'Assemblée nationale de Roumanie, ni par le Soviet suprême de l'URSS. Cependant, le 25 novembre 1948, les représentants des ministères des Affaires étrangères des deux pays (Nikolai Pavlovich Choutov, premier secrétaire à l'ambassade de l'URSS à Bucarest et Edouard Mezincescu (ro), ministre plénipotentiaire) signèrent sur place, à bord d'une péniche soviétique, un rapport établissant la frontière roumano-soviétique sur le canal de Musura, situé à l'ouest de l'île de Limba et du bras de Chilia.

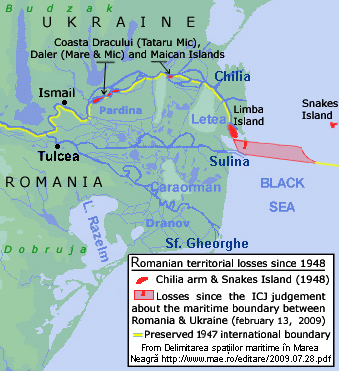
En rouge (îles) et rose (eaux), les territoires perdus par la Roumanie depuis 1948.

Ignorant ces documents longtemps tenus secrets, le capitaine Constantin Copaciu (1910-1995), chef du Bureau hydrographique et aérophotogrammétrique et membre de la Commission de délimitation des frontières, entend prouver que l'île des Serpents et 5 autres îles du bras de Chilia, occupées par les Soviétiques, étaient de droit roumaines. Il demande l'interruption des travaux de la commission de délimitation pour obtenir des éclaircissements du gouvernement roumain et de la Commission européenne du Danube. En janvier 1949, lors de la délimitation des eaux territoriales de la mer, l'officier roumain contesta la carte dressée par la délégation soviétique sur laquelle l'île des Serpents figurait comme soviétique. Constantin Copaciu est arrêté le 5 mars 1949 et libéré de prison après quinze ans de détention sans jugement, sur intervention pressante de la CIESM auprès du gouvernement roumain. Expulsé de Roumanie, il termina sa carrière au Musée océanographique de Monaco,. En août 1949, des chalands soviétiques débarquent des troupes sur l'île des Serpents, y arrêtent les gardiens du phare roumain et les débarquent dans la ville de Sulina. Après l'occupation de l'île Limba, à plusieurs reprises, les pêcheurs roumains pris par les tempêtes dans la région n'ont pas été autorisés à se réfugier sur l'île, repoussés par les gardes-frontières soviétiques.
Concernant l'appartenance de l'île Limba à l'Union soviétique, cette situation de facto n'a été officialisée de jure qu'avec la signature à Bucarest, le 27 février 1961, du traité de collaboration et d'assistance mutuelle conclu entre le gouvernement de la République populaire roumaine et celui de l'URSS. Les documents des années 1948-1949 ont été ratifiés le 20 juin 1961 sur proposition de Gheorghe Gheorghiu-Dej (alors président du Conseil d'État) par le Conseil d'État de la République populaire roumaine mais sans ratification de la Grande Assemblée nationale.
D'un point de vue juridique, les deux accords bilatéraux (le protocole et le procès-verbal de reddition) signés entre la Roumanie et l'URSS sont inconstitutionnels, donc nuls et non avenus pour le droit international. Tout accord bilatéral par lequel des parties du territoire roumain étaient cédées ne pouvait entrer en vigueur sans sa ratification par les parlements des deux pays (à l'époque le Soviet suprême de l'Union soviétique, respectivement la Grande Assemblée nationale de Roumanie), ce qui ne fut pas le cas. Selon le droit constitutionnel, l'île Limba n'a été cédée de jure à l'Ukraine que par les traités entre la Roumanie et l'Ukraine signés le 2 juin 1997 à Constanța et le 17 juin 2003 à Cernăuți.

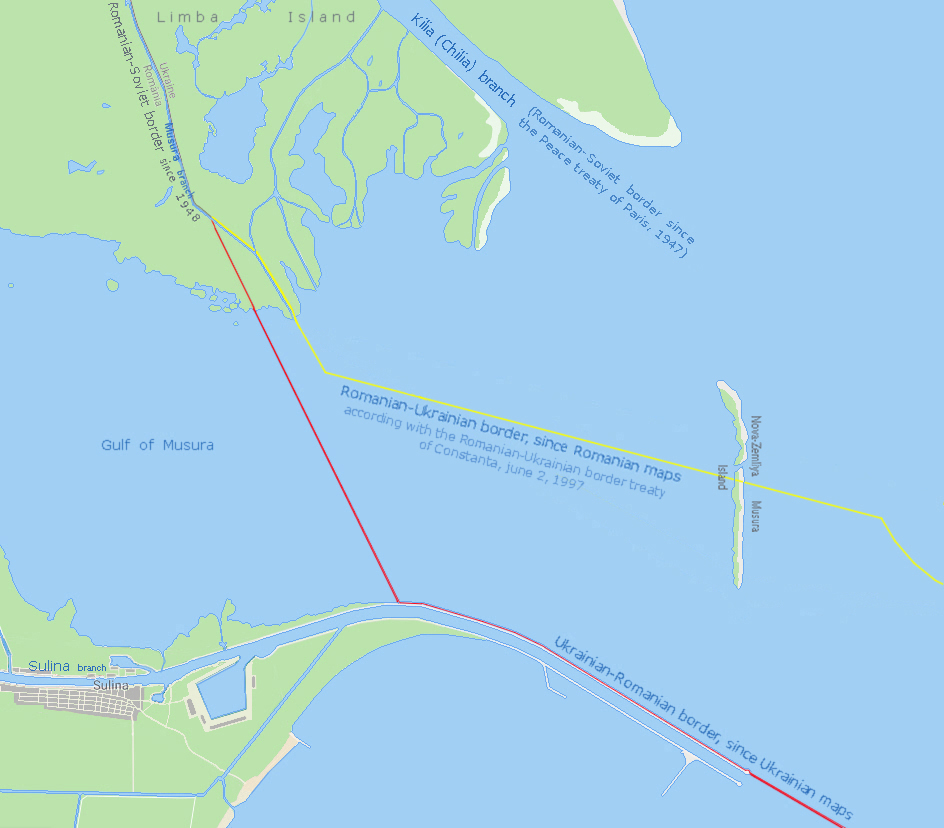
L'île Limba (au nord) et le comblement du golfe de Musura par alluvionnement.

## Île Limba, alluvions et tracé frontalier
Les alluvions près de l'île Limba et son prolongement naturel vers le sud au détriment du golfe de Musura sont, selon la position ukrainienne, une raison pour étendre la frontière vers le sud jusqu'au brise-lames nord du bras de Sulina, un brise-lames qui deviendrait ainsi frontalier. Cependant, la partie roumaine soutient que la frontière passe à égale distance de l'île Limba et de la rive sud de la baie de Musura, puis à égale distance de la vallée du bras de Chilia et la digue nord du bras de Sulina, conformément aux traités du 2 juin 1997 et du 17 juin 2003. Le tracé qui sera finalement adopté conditionnera à la fois l'appartenance des nouvelles îles encore sans nom, en formation au sud-est de l'île Limba et entre l'embouchure du bras de Chilia et celle du bras Sulina, ainsi que l'étendue des eaux territoriales des bouches du Danube jusqu'à la ligne définie le 3 février 2009 par l'arrêté n° 2009/9 de la Cour internationale de justice de La Haye,,.
L'invasion de l'Ukraine par la Russie en 2022 a rendu les relations entre la Roumanie et l'Ukraine plus cordiales : les Roumains se montrent solidaires de leur voisin oriental menacé, accueillent des centaines de milliers de réfugiés et soutiennent la procédure d'adhésion de l'Ukraine à l'Union européenne,,, ce qui crée un apaisement des litiges frontaliers, permettant une éventuelle relance des travaux de la Commission conjointe pour la délimitation, dans l'esprit des traités du 2 juin 1997 et du 17 juin 2003,.